# Domani (film 2015)
Domani (Demain) è un film documentario di Cyril Dion e di Mélanie Laurent, del 2015.

## Trama
Cinque capitoli: agricoltura; energia; economia; democrazia; istruzione per parlare con chiarezza ma senza inutili e semplicistiche riduzioni di complessità di tutte quelle strategie già attuate in diverse parti del mondo per riequilibrare la biosfera, superare le crisi economiche, livellare le ineguaglianze, rispettare l'ambiente tornando a essere legati a esso. E quindi, in Domani, si parla di orti urbani e agricoltura sostenibile, di permaculture, di fonti energetiche rinnovabili, di compostaggio, di città come Copenghagen nella quale il 65% dei cittadini non usa l'automobile, di revisione di un modello economico che mira alla crescita indefinita, di monete locali per ecosistemi economici complementari, di leggi della Terra e di diritti umani, di un modello educativo basato su fiducia e tolleranza e collaborazione.
Le parole chiave sono quelle di una sostenibilità che fa rima con sicurezza e sanità, di un rispetto delle diversità e delle autonomie senza dimenticare mai le necessità delle interdipendenze. Di un ripensamento del nostro stile di vita che, con una necessarietà filosofica prima ancora che comportamentale, porti a rivalutare i concetti di lentezza e limite e considerarli elementi positivi e propulsivi e non zavorre che frenano il progresso.

## Produzione

### Storia
In seguito alla pubblicazione di uno studio che annuncia la possibile scomparsa di una parte dell’umanità da qui al 2100, Cyril Dion e Mélanie Laurent intraprendono un emozionante viaggio intorno al mondo per scoprire cosa potrebbe provocare questa catastrofe, ma soprattutto come evitarla.

### Fondi
Il 27 maggio 2014 il team ha avviato attività di crowdfunding su KissKissBankBank, piattaforma internet, con l'obiettivo di raccogliere 200.000 euro per finanziare il film. Due mesi dopo, il 26 luglio la squadra aveva ottenuto 444.390 Euro - più di un quarto del budget del film - con l'aiuto di 10.266 sostenitori.